# 天主教瓦萨伊教区
天主教瓦薩伊教區 （拉丁語：Dioecesis Vasaiensis）是羅馬天主教的一個教區，位於印度西部，包括馬哈拉施特拉邦塔納縣，受孟買總教區管轄。
教區成立於1998年5月22日，2010年有四十三個堂區、135,677教友（佔轄區總人口3.7%）、165名司鐸。現任主教為斐理伯．瑪沙多